# 鈴木一 (映画人)
鈴木 一 （1950年2月2日生まれ。）
映画人
配給宣伝会社・株式会社オリオ商会を立ち上げる。

## 経歴
福島県立磐城高等学校卒。東北大学文学部を目指すが叶わず友人の願書をもらい明治大学を受験、1969年明治大学文学部フランス文学専攻に入学。一年時と四年時は大学がロックアウトになり、講義は行われなかった。テストはなくすべてレポート提出で成績を判断。
卒論は『ランボウ」。ろくに勉強していなかったフランス語で論文を書かされたという。
在学中若松プロ作品『現代性犯罪絶叫編・理由なき暴行』を共同脚本、出演を果たす。
大学卒業後池袋の名画座文芸坐に入社。一貫して文芸坐、文芸地下、オールナイト、後に文芸坐ル・ピリエも加わり全ての番組編成に携わる。
第2回”ぴあ展”を文芸坐で開催したのをきっかけに、大森一樹、長崎俊一、石井聰亙、森田芳光、矢崎仁司、今関あきよし、犬童一心、松岡錠司、黒沢清など後にメジャー作品を撮るようになる監督らと交流する。
1990年徳間書店東光徳間に移り1996年まで中国映画の買付、中国映画祭開催担当を担う。
その合間に『紅いコーリャン』『青い凧』『女人四十。』『太陽の少年』『トゥヤーの結婚』等を単独で配給。

2002年徳間康快社長の死をきっかけに番組販売会社ワコーに移籍。魁としてペ・ヨンジュンの初期先品をはじめとする韓国ドラマのテレビ編成ビデオ販売を行う。

「大漢風」「三国志」等中国大作時代劇も手がけるが、2012年退社。

## 作品
主な作品は『台北ストーリー』『陸軍登戸研究所』『バナナパラダイス』。”中国映画の全貌““台湾巨匠傑作選”を中心にアジアの映画の買付配給を手がけている。
2019年秋自伝的小説「僕の理由なき暴行」を幻冬舎より刊行。